# Prochoristis
Prochoristis es un género de polillas de la familia Crambidae.

## Especies
Este género contiene las siguientes especies:
- Prochoristis campylopa Meyrick, 1935
- Prochoristis crudalis (Lederer, 1863)
- Prochoristis malekalis Amsel, 1961
- Prochoristis rupicapralis (Lederer, 1855)